# 亞細亞的孤兒
《亞細亞的孤兒》（日语：アジアの孤児），是臺灣作家吳濁流在第二次世界大战末期寫下的日文小說，起稿於1943年，1945年完成，1946年由國華書局出版。小說原名《胡志明》，後由日本「一二三書房」1956年4月出版，更名為《アジアの孤児》。此著作為台灣文學史上重要著作，為吳濁流身處日本警察環伺的殖民地台灣，冒著性命危險寫下的作品。

## 內容概述
主角胡太明生於日本治臺、也是傳統漢文化與現代新文明的文化交替的時代。幼時隨祖父安排進入雲梯書院學習漢文，後改讀公學校，接受新式教育，後來又進入師範學校就讀，最後成為小學教師。任教期間，體會與感受到日人對於臺灣人的種種不平等對待。胡太明愛上了日籍教師內藤久子，卻受到校方的阻擾，也因種族之間的差異被拒絕。在百般挫折下，毅然遠赴日本留學。
在出走日本時，藍姓友人以「台灣人日語的口音與九州相近」建議太明隱瞞身分；在與其他中國留學生接觸後，胡太明自稱是台灣人，卻被懷疑為間諜。回到台灣後太明一直找不到工作，最後巧遇公學校同事黃君，受邀到其農場工作。胡太明利用午休時間教導農場內的女工們日語、算數、衛生等，後農場因經營困難，太明離開了農場，赴中國任教職。臨行前他做了一首詩中提到「豈為封侯歸故國」，寫完後太明認為他現在是日本籍民，而改為「豈為封侯遊大陸」。
胡太明至南京任教，並與女學生淑春結婚生子。一日夜裡，太明在家中，因他是台灣人而被警察帶走拘禁，爾後他受到過去女學生們的相救，最終搭船離開中國。小說進入中段後，描述戰爭時期的台灣。胡太明回到台灣後人事全非，他哥哥已成為保正，隨著戰爭進行，太明也被徵招入伍被派至廣東，他在目擊日人行刑而受到衝擊昏厥，被送回台灣。隨後太明的同父異母弟弟志南被學校強迫加入志願兵，後也因勞動病倒而不治。太明因而受到打擊，終致瘋狂，後來太明也不知去向，消失不見。

## 評價
臺灣作家葉石濤指出，吳濁流《亞細亞的孤兒》「寫盡了臺灣社會的諸樣相，道出了臺灣人的悲歡離合，迂迴曲折的命運。有瑰麗的鄉土色彩，而且更進一步的指出了臺灣人的意願，應走的路，未來的命運。」 小說講述台灣日本日治時期的知識分子胡太明，在台灣遭受日本殖民者的欺壓，辭去教職到日本留學時，遇到來自中國的學生，在透露自己是台灣人後又被認為是間諜。最終回到台灣後，胡太明目睹家鄉在皇民化運動的沉淪，終於崩潰。小說的時空背景設定在處於日本統治下的台灣，作者筆下的主角「胡太明」，是這段歷史下的犧牲者，一生不斷追尋理想卻被理想所背棄，最後發瘋了。面對既不是日本人也不是中國人的身份認同，書中對其內心的苦悶、徬徨、矛盾與混亂有深刻描繪。
台灣學者陳萬益指出，此小說出版後數十年來受到臺灣、中國及日本的重視，對於小說主角「胡太明的典型形象及其被日本殖民統治的孤兒意識」之真切描述，可在台灣文學史上永垂不朽。 日本學者尾崎秀樹認為吳濁流筆下的胡太明，是當時台灣知識分子的典型：「性格上可強可弱的現實感，他既不是革命人物，也不是頹廢分子，揆以當時的社會氛圍，胡太明的個性與行徑，具有相當的普遍性，也帶給小說較為真確的可信度。」

## 版本概述
日文小說原名《胡志明》，於1946年於臺灣由國華書局出版，封面是由著名灣生畫家立石鐵臣設計。此版本分為第1篇「胡志明」、第2篇「悲戀の卷」、第三篇「悲戀の卷(大陸篇)」、第四篇「桎梏の卷」計四冊；第五篇因二二八事件，承印的《民報》遭封社，而後報社解封後印好的第五篇也已散失，故未能順利出版，僅存校對原稿。後由日本「一二三書房」1956年4月出版，方才完整問世，更名為《アジアの孤児》。據作者自言，改名之考量，因與越南共產黨領袖胡志明同名，恐被誤會，主角胡志明改名為胡太明。另有由ひろば書房於1957年出版的版本，書名為《歪められた島》。
華文翻譯版本部分，包含1959年由黃河出版社、1963年由泛亞出版社出版的兩個版本，取名《孤帆》；其餘華文版本之書名多為《亞細亞的孤兒》。另有以英文及韓文出版之版本。

### 日文版本
- 吳濁流，1946a，《胡志明》，第一篇。出版者：台北：吳阿源。1946年9月3日。（二版發行者：翁仁慶。總發售處：國華書局。1946年10月10日）
- ______，1946b，《胡志明》，第二篇。發行者：翁仁慶。總發售處：國華書局。1946年10月10日。
- ______，1946c，《胡志明》，第三篇。發行者：翁仁慶。總發售處：國華書局。1946年11月20日。
- ______，1946d，《胡志明》，第四篇。發行處：民報總社。1946年12月15日。
- ______，1948e，《胡志明》，第五篇。發行所：學友書局。1948年1月10日。[9]
- ______，1956.04.15，《アジヤの孤兒》。東京：一二三書房。[3]
- ______，1957.06.01，《歪められた島》 。東京：ひろば書房。[3]
- ______，1973.5.25，《アジアの孤児—日本統治下の台湾》。東京：新人物往來社。[3]
- ______，2007.06，《日本統治期台灣文學集成30：吳濁流作品集》，河原功主編。東京都：綠蔭書房。(收錄《胡志明》、《ポツダム科長》複刻本)[10]

### 華文版本
- 吳濁流, 1959.06，《孤帆》，楊召憩譯。高雄：黃河出版社。[3]
- ______，1962.06，《亞細亞的孤兒》，傅恩榮譯，黃渭南校閱。台北：南華出版社。[3]
- ______，1963.10，《孤帆》，楊召憩譯。台北：泛亞出版社。[3]
- ______，1966.12，《吳濁流選集 • 小說》。台北：廣鴻文出版社。(本書節錄19篇，包含〈亞細亞的孤兒〉)[3]
- ______，1977.09，《吳濁流作品集1 • 亞細亞的孤兒》，張良澤編。台北：遠行出版社。[3]
- ______，1980.03，《亞細亞的孤兒》。台北：遠景出版公司。[3]
- ______，1986.05，《亞細亞的孤兒》。北京：人民文学出版社。[3]
- ______，1995.07，《亞細亞的孤兒》，傅恩榮譯。台北：草根出版社。[3]
- ______，1996.01，《亞細亞的孤兒》。北京：华夏出版社。[11]
- ______，2001.12.18~2002.7.26，《亞細亞的孤兒》，黃玉燕譯，《台灣新聞報 • 西子灣副刊》連載刊登。[12]
- ______，2005.04，《亞細亞的孤兒》，黃玉燕譯。新竹：新竹縣政府文化局。[3]
- ______，2008.07，《亞細亞的孤兒》，黃玉燕譯。高雄：春暉出版社。[3]

### 英文版本
- Wu, Zhuoliu. Orphan of Asia. translated by Ioannis Mentzas. New York: Columbia University Press, 2008. (ISBN: 978-0231137263)[13]

### 韓文版本
- 吳濁流. 아시아의 고아. Translated by 김양수(金良守), 아시아 (Asia Publishers Inc.), 2012. (ISBN: 978-89-93814-38-5)[14]
- 吳濁流. 아시아의 고아. Translated by 송승석(宋承錫), 도서 출판 한걸음ㆍ더, 2012. (ISBN: 978-8994006499)[15]

## 外部連結
- 藍建春，〈作品導讀：吳濁流〈亞細亞的孤兒〉〉 （页面存档备份，存于）。
- 臺灣文化入口網 - 文學工具箱 （页面存档备份，存于）。
- 〈為臺灣歷史證言的鐵血作家──吳濁流〉 （页面存档备份，存于）。
- 教育部國民及學前教育署 「 臺灣記得你 」 網站 - 認識名人 （页面存档备份，存于）。